# بلكيل (مقاطعة تشرداول)
بلكيل (بالفارسية: پلکیل) هي قرية تقع في قسم هليلان الريفي في إيران. يقدر عدد سكانها بـ 22 نسمة بحسب إحصاء 2016.